# Artiestenfoyer

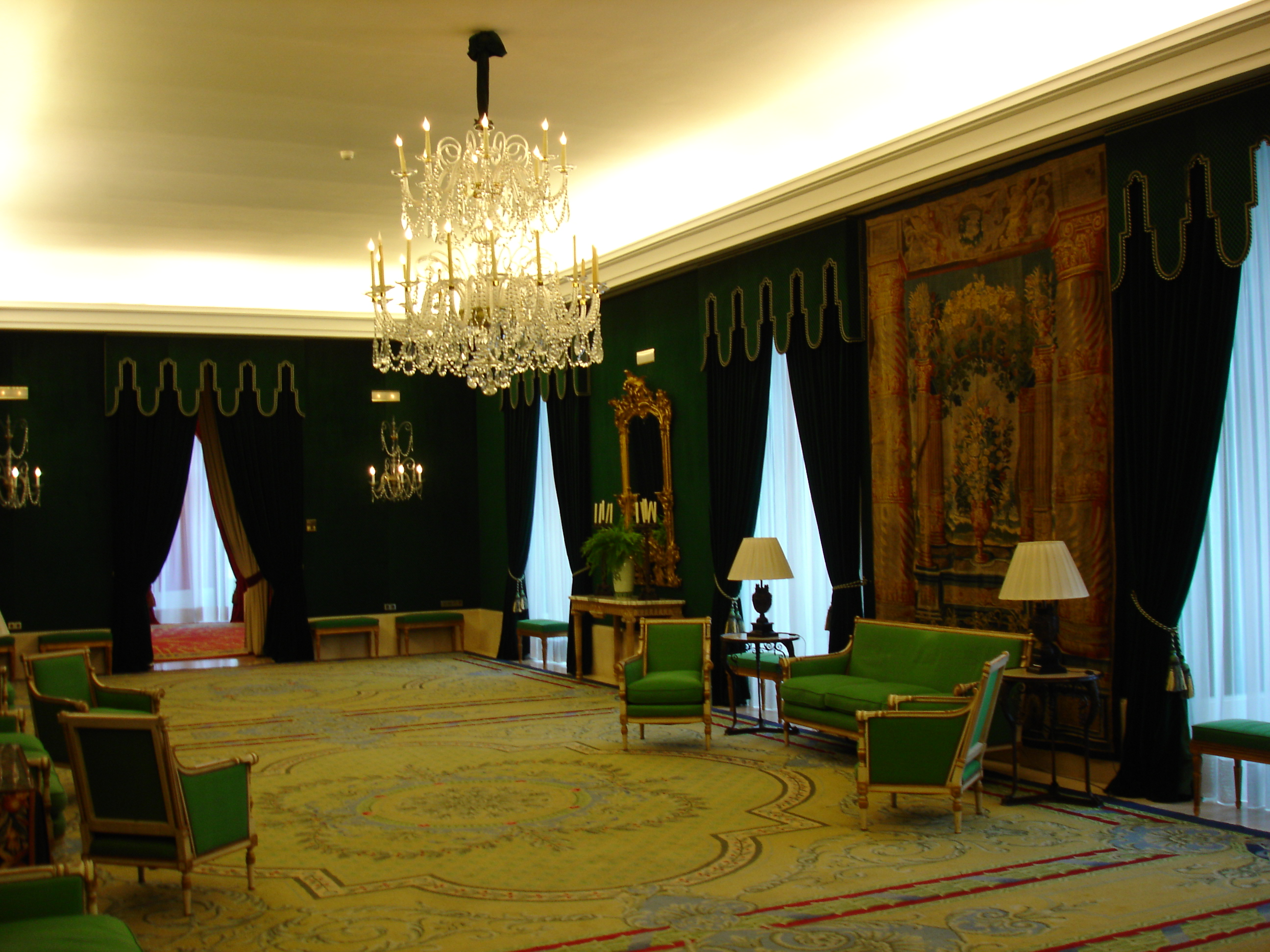
Salón Verde van het Teatro Real in Madrid

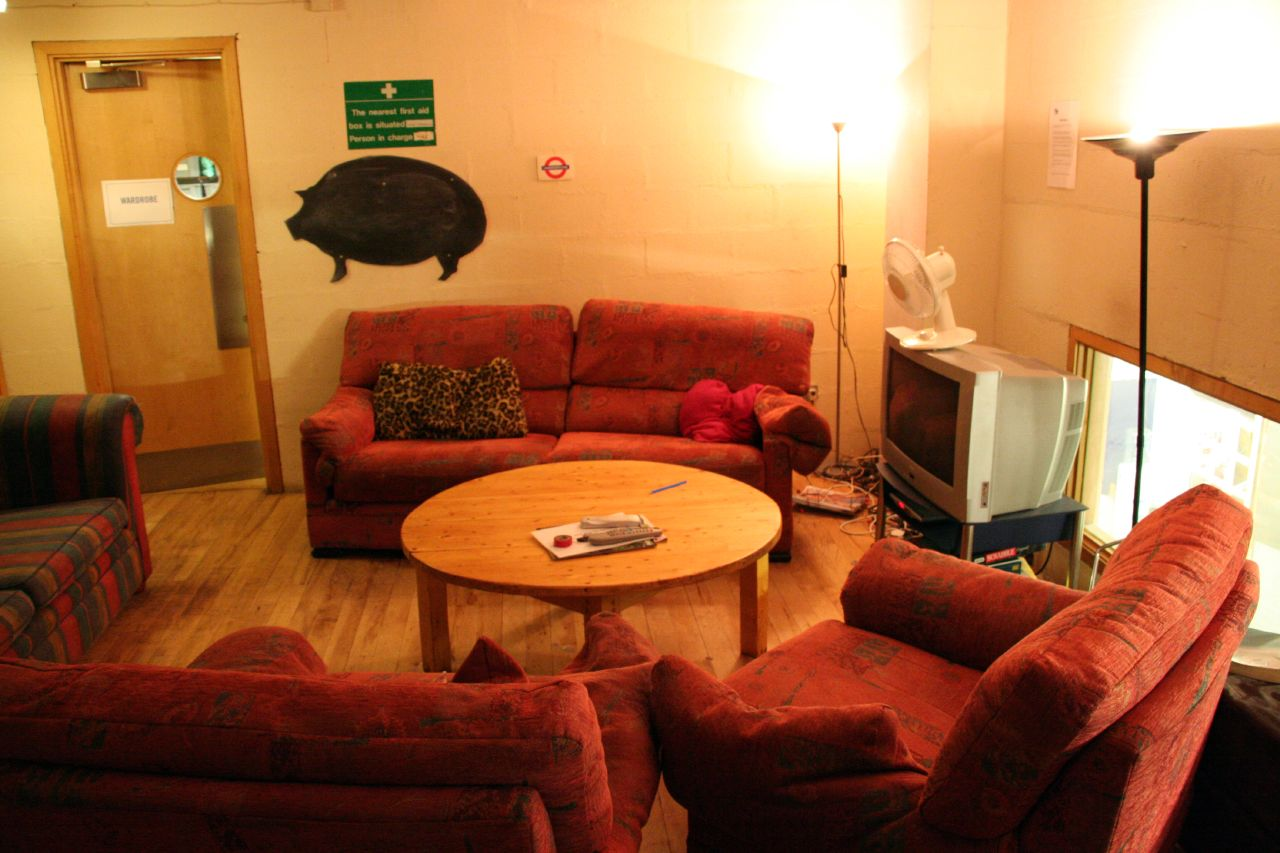
De green room van het Traverse Theatre in Edinburgh

Een artiestenfoyer, green room of greenroom, letterlijk "groene kamer", is een ruimte in een theater, opnamestudio, evenementenhal of gelijkwaardige plaats voor optredens waar artiesten voor en na hun optreden kunnen wachten en uitrusten. In het Nederlands wordt deze kamer ook wel aangeduid als artiestenfoyer.
Een green room wordt onder andere en met name gebruikt op het Eurovisiesongfestival en bij de voorrondes ervan in de verschillende  landen. Zo was er bij de finale van Eurosong in 2014 voor de selectie van de Belgische kandidaat een green room aanwezig in het Sportpaleis in Antwerpen. Bij deze evenementen gebruikt men de green room ook om korte interviews af te nemen van de kandidaten. 
De oorsprong van de term 'green room' is niet geheel duidelijk, maar komt mogelijk uit Engeland, waar enige eeuwen geleden sommige theaters een groengeschilderde ruimte achter het toneel hadden waar de artiesten konden wachten. De relatie met de kleur groen is inmiddels volledig verloren gegaan. Bij The Voice of Holland heb je zelfs een Red Room(Rode Kamer) aangezien deze talentenjacht in een rood decor wordt opgenomen.
Ook is een green room vandaag de dag niet noodzakelijk een afgesloten en voor het publiek aan het oog onttrokken kamer. Integendeel, vaak is het een aparte open ruimte naast of achter het toneel waar de artiesten zichtbaar voor het publiek aanwezig zijn.